# Paul Gerhardt (Leichtathlet)

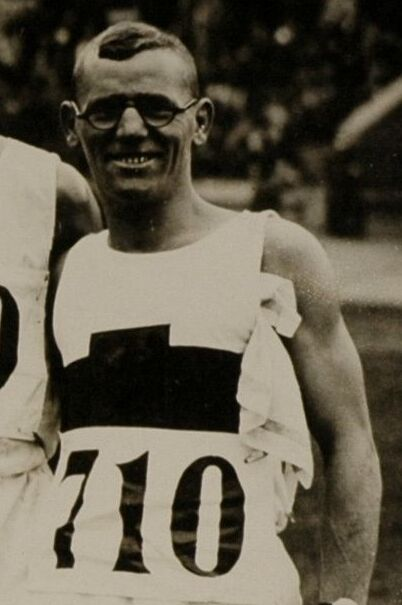
Gerhardt in 1928

Paul Gerhardt (* 6. Dezember 1901 in Hannover; † 12. August 1956 in Gießen) war ein deutscher Marathonläufer.
Bei den Deutschen Marathon-Meisterschaften 1926 wurde er Siebter. 
1928 gewann er das deutsche Ausscheidungsrennen für die Olympischen Spiele auf einer ca. 40 km langen Strecke in 2:33:42 h. Beim olympischen Marathon in Amsterdam kam er in 3:09:30 h auf den 50. Platz. 
1934 wurde er bei den Deutschen Meisterschaften in Nürnberg Zweiter in 2:36:50 h auf zu kurzer Strecke. Bei den Leichtathletik-Europameisterschaften in Turin erreichte er nicht das Ziel.
1935 in Berlin wurde er erneut Deutscher Vizemeister in 2:41:53 h.
Paul Gerhardt war von Beruf Schlosser und wurde später Polizist. Er startete zunächst für den FV Weilburg und dann für den Polizei SV Berlin.